# Pierre du Diable (Haillot)
Der Pierre du Diable (deutsch „Teufelsstein“) von Haillot, einem Ortsteil von Ohey in Wallonien in Belgien ist ein 2007 von Christian Frébutte ausgegrabener und aufgestellter Menhir aus dem 3. Jahrtausend v. Chr. 
Nach Feststellung des Archäologen wurde der Menhir zu einem unbestimmten Zeitpunkt vergraben und lag, wie die Pflugspuren zeigen, einige Zeit in dieser Position. Während des 19. Jahrhunderts wurde er tiefer vergraben und lag mit der unteren Hälfte im Wasser. Die Ausgräber haben den genauen Standort ermittelt. Ein dort gefundenes Fragment aus poliertem Vulkangestein, das typisch für das 3. Jahrtausend v. Chr. ist, bezeugt die Aktivitäten in der Steinzeit.
Wie viele Menhire der Region hat er die typische Trapezform (französisch Pierre de Zeupire), auch wenn die Spitze fehlt. Das Material ist Puddingstein.
Aufschlüsse oder Dolmen mit dem Namen Pierre du Diable liegen/lagen in Anhée (Aufschluss) und Velaine sur Meuse bei Lambes (Dolmen) in der Provinz Namur in Belgien. 